# Alan Jackson
Den brittiske olympikern, se Alan Jackson (cyklist)
Alan Eugene Jackson, född 17 oktober 1958 i Newnan, Georgia, är en amerikansk countrysångare. Han hörde under 1990-talet till de mest populära countryartisterna.
Jackson har haft över 20 listettor på Billboards Hot Country Songs. 2002 vann han en Grammy för bästa countrysång med "Where Were You (When the World Stopped Turning)", skriven efter 11 september-attackerna 2001.
Han är medlem i Grand Ole Opry, och kom in i Georgia Music Hall of Fame 2001.

## Band
Alan Jacksons band är sedan 1989 The Strayhorns. Nuvarande (2013) medlemmar är:
- Monty Allen – akustisk gitarr, sång
- Danny Groah – sologitarr
- Robbie Flint – steel guitar
- Mark McClurg – fiol
- Bruce Rutherford – trummor
- Tony Stephens – piano, munspel, akustisk gitarr, sång
- Roger Wills – basgitarr
- Scott Coney – akustisk gitarr, basgitarr, banjo
- Melodie Crittenden – sång
- Dan Kelly – fiol, banjo, med mera
- Joey Schmidt – keyboard

## Diskografi
Album
- 1989 – Here in the Real World
- 1991 – Don't Rock the Jukebox
- 1992 – A Lot About Livin' (And a Little 'Bout Love)
- 1993 – Honky Tonk Christmas
- 1994 – Who I Am
- 1996 – Everything I Love
- 1998 – High Mileage
- 1999 – Under the Influence
- 2000 – When Somebody Loves You
- 2002 – Drive
- 2002 – Let It Be Christmas
- 2004 – What I Do
- 2006 – Precious Memories
- 2006 – Like Red on a Rose
- 2007 – Live at Texas Stadium
- 2008 – Good Time
- 2010 – Freight Train
- 2012 – Thirty Miles West
- 2013 – The Bluegrass Album
- 2013 – Precious Memories: Vol. II
- 2015 – Angels And Alcohol
- 2016 – Precious Memories Collection
- 2021 – Where Have You Gone